# Angolatitan
Angolatitan (лат.) — род завроподных динозавров из клады Somphospondyli, живших во время позднемеловой эпохи на территории современной Анголы. Включает единственный вид — Angolatitan adamastor.
Род и вид были описаны в 2011 году палеонтологом Октавио Матеушем и его коллегами. Голотип не имеет официального инвентарного номера, потому что не был включён в коллекции музеев, однако он предварительно записан под полевым номером MGUANPA-003. Образец был найден в местности Tadi Beds формации Итомбе (Itombe Formation). Эти отложения первоначально датировались верхним туроном, но в 2019 году были отнесены к коньякскому ярусу. Голотип состоит из частичного скелета без черепа. Сохранились в том числе вся правая сторона правой ноги и плечевого пояса, части пястной кости.
Согласно филогенетическому анализу авторов описания, Angolatitan находится в кладе Titanosauriformes и является базальным таксоном клады Somphospondyli. Angolatitan является единственным известным науке позднемеловым представителем Somphospondyli. По всей видимости, он был реликтовой формой, дожившей до позднего мела в Африке.